# Sean McCormack
Sean McCormack ist ein Tontechniker.

## Leben
McCormack begann seine Karriere Anfang der 1990er Jahre. Sein Debüt hatte er 1992 mit dem Actionfilm Sneakers – Die Lautlosen. Anfang der 2000er Jahre arbeitete er auch vereinzelt für des Fernsehen, unter anderem an neun Folgen der Zeichentrickserie Die Simpsons, sein Arbeitsschwerpunkt war jedoch der Film. Seit 2002 arbeitete er häufig zusammen mit dem iranischen Tontechniker Kami Asgar. Zu ihren gemeinsamen Filmen zählen unter anderem der Horrorfilm Hostel und dessen Fortsetzung Hostel 2. 2004 arbeiteten beide bei Die Passion Christi das erste Mal unter der Regie von Mel Gibson. Für den zweiten Film mit Gibson, Apocalypto, waren McCormack und Asgar 2007 für den Oscar in der Kategorie Bester Tonschnitt nominiert. McCormack war zudem zweimal für den Golden Reel Award nominiert.
Ende Juni 2023 wurde McCormack Mitglied der Academy of Motion Picture Arts and Sciences.

## Filmografie (Auswahl)
- 1992: Sneakers – Die Lautlosen (Sneakers)
- 1997: Speed 2: Cruise Control
- 2003: The Foreigner – Der Fremde (The Foreigner)
- 2004: Die Passion Christi (The Passion of the Christ)
- 2005: Hostel
- 2006: Apocalypto
- 2007: Hostel 2 (Hostel: Part II)
- 2009: Zombieland
- 2011: Die Muppets (The Muppets)
- 2012: Pitch Perfect
- 2014: Muppets Most Wanted
- 2015: Pitch Perfect 2
- 2022: Moonfall

## Auszeichnungen (Auswahl)
- 2007: Oscar-Nominierung in der Kategorie Bester Tonschnitt für Apocalypto